# Örebro-Kuriren

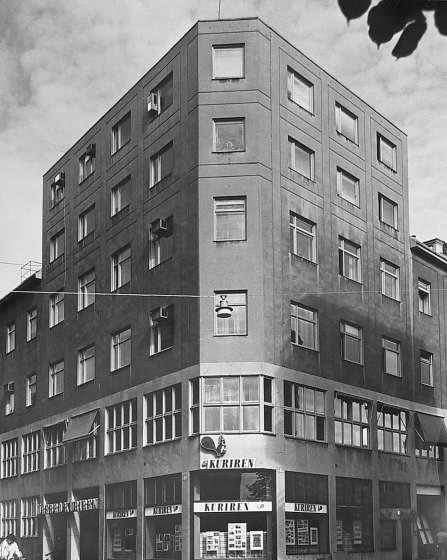
Örebro Kurirens hus på 1980-talet, på Klostergatan 15 i Örebro.

Örebro Kuriren eller Nya Örebro Kuriren var en först socialdemokratisk, senare tvärpolitisk dagstidning i Örebro.
Tidningen grundades 1902. Den köptes hösten 2002 tillsammans med Karlskoga-Kuriren av Nerikes Allehanda. År 2003 blev den en lokalupplaga av Karlskoga Kuriren. Den 29 oktober 2005 kom det sista numret av tidningen.